# Fašismus

Svazek liktorských prutů se sekyrou, fasces, je původní symbol fašismu a dal mu jméno

Fašismus je politická ideologie, jejímiž typickými rysy jsou zejména autoritářský a vůdcovský princip, vypjatý nacionalismus, militarismus, sociální darwinismus, kult modernity, mládí a síly jakož i silná ekonomická role státu chápaného korporativisticky, v němž soukromé vlastnictví musí sloužit kolektivnímu prospěchu. V užším a původním smyslu označuje italský fašismus (italsky fascismo, od fasces, římského symbolu moci), politické hnutí vedené Benitem Mussolinim a vzniklé po 1. světové válce, které ovládalo Itálii v letech 1922 až 1943. Již ve 20. letech 20. století se však označení rozšířilo na příbuzná politická hnutí, strany a státní režimy v jiných zemích.
V poválečné Evropě se nositeli fašistických idejí stali především bývalí frontoví vojáci. V roce 1919 vznikl Fašistický manifest, jehož autory byli Alceste De Ambris a Filippo Tommaso Marinetti, a Mussolini založil organizaci Fasci italiani di combattimento. Fašismus, který se brzy začal z levicových pozic politicky posouvat doprava, se v Itálii stal významnou silou. V důsledku politické krize roku 1922, na jejímž rozpoutání se fašisté podstatnou měrou podíleli, se Mussolinimu podařilo strhnout na sebe moc a založit první stabilní fašistický režim světa.
Německý nacionální socialismus, čili nacismus, rovněž vyrůstal z pravicově nacionalistických i levicově socialistických kořenů. Vůdce nacistů Adolf Hitler hodlal uchopit moc zhruba ve stejné době jako Mussolini, puč roku 1923 však selhal a Hitler se na čas dostal do vězení, kde napsal knihu Můj boj (1925–1926). Další příležitost mu nabídla až světová hospodářská krize, během níž se Hitler roku 1933 dostal do čela státu a rychle si přisvojil diktátorské pravomoci. Také on pak brzy potlačil levicové elementy ve své straně. Oproti italskému fašismu byli nacisté mnohem více rasističtí, což vedlo ke genocidě Židů a dalších skupin obyvatelstva. Agresivní nacistická mezinárodní politika nesla hlavní vinu za rozpoutání druhé světové války. Porážka Itálie i Německa roku 1945 vedla k zániku obou režimů a zničení fašismu jako významné politické síly. V řadě zemí včetně Česka je nyní fašistická propaganda postavena mimo zákon a i v zemích, kde tomu tak není, nemá čistý neofašismus rozhodující vliv.
Kromě krátkodechých loutkových režimů, jako byly ustašovské Chorvatsko (1941–1945) a vláda národní jednoty v Maďarsku (1944–1945), žádné další fašistické režimy nevznikly. V řadě evropských zemí však existovaly konzervativní diktatury s fašistickými rysy nebo podporované fašisty. Patří sem například frankistické Španělsko (1939–1975), Salazarem založený portugalský „Nový stát“ (1933–1974), Dollfussův a Schuschniggův autoritativní režim v Rakousku (1933–1938), Metaxasovo Řecko (1936–1941) nebo válečné Slovensko (1939–1945). V mnoha dalších zemích světa pak existovaly fašistické organizace, některé s nezanedbatelným vlivem, které se nedostaly k významnému podílu na moci. Byli to například Mosleyho fašisté v Británii, klerofašističtí belgičtí rexisté nebo česká Vlajka.

## Definice
Termín fašismus (italsky fascismo) se používá v řadě různých významů od nejužšího, zahrnujícího pouze italské přívržence Mussoliniho, až po nejširší, označující všechny pravicové autoritativní režimy, což vede k pochybnostem o užitečnosti takového pojmu. Někteří badatelé například odmítají spojovat italský fašismus a německý nacismus do jedné kategorie proto, že zatímco pro Němce byl rasismus a antisemitismus zásadním prvkem programu, měl Mussolini ve svém hnutí řadu židovských členů, takže se obě ideologie jeví jako vzájemně neslučitelné. Přitom se však italský fašismus ostře vymezoval proti domorodému obyvatelstvu v afrických državách Itálie. Odborníci považující obecný pojem fašismus za užitečný vedli dlouhá desetiletí spory o přesnou definici tohoto pojmu.

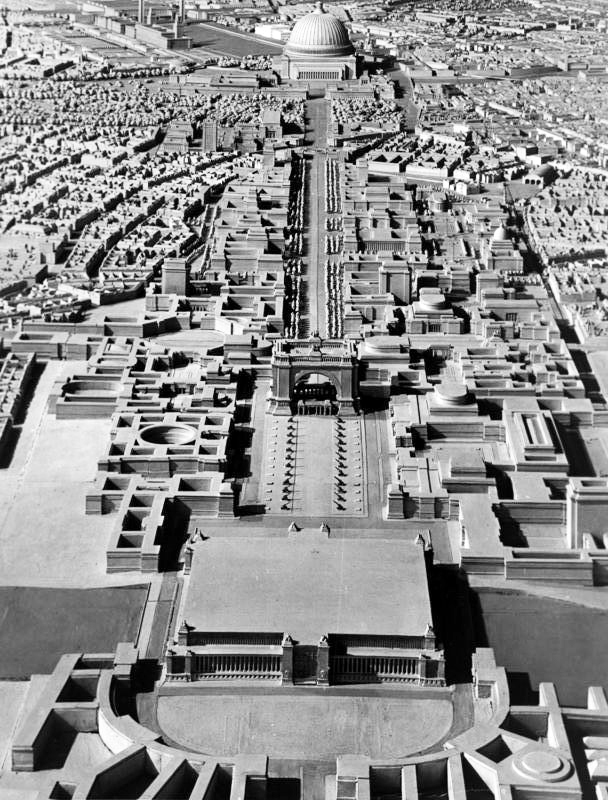
Radikální obnova národa: budoucí Berlín, plánovaný nacisty

Fašismus navíc ve srovnání se staršími politickými proudy postrádal jednotnou systematickou doktrínu a jasný program, vyznačoval se velkou pružností a pragmatismem co do svých taktických cílů i prostředků. Ideje, které se tradičně užívají k definování fašismu, jako jsou nacionalismus, rasismus, korporativismus a iracionalismus, proto nikdy úplně necharakterizují všechna vývojová stadia všech fašistických hnutí.
Marxističtí teoretici fašismus od počátku chápali jako do krajnosti dovedený, agresivní kapitalismus. Oficiální definice, přijatá Kominternou roku 1935, fašismus popisuje jako „otevřenou teroristickou diktaturu nejreakčnějších, nejšovinističtějších a nejimperialističtějších složek finančního kapitálu“. Tento přístup ovšem nedovedl vysvětlit, proč fašistická hnutí vznikla nejen v zemích rozvinutých, ale i v zaostalejších státech, nebo proč se přívrženci hnutí výrazněji neprofilovali třídním původem, ale věkem – fašismus byl výrazně mládežnické hnutí. Marxisté také zřejmě přecenili vliv velkokapitalistů na Mussoliniho či Hitlera, a naopak měli tendenci ignorovat levicové aspekty fašismu.
Liberální teoretici se v hodnocení fašismu dlouho neshodovali. Někteří, jako Ernst Nolte, fašismus psychologizovali, ba démonizovali jako reakci na údajné hypnotické působení diktátorů, čímž ospravedlňovali jeho řadové přívržence a vydělovali fašismus z kontextu dějin evropské moderny. Jiné teorie zase fašismus umísťovaly do blízkosti jiných moderních politických ideologií a hnutí, například marxismu, aniž by byly schopny dobře odlišit specifika těchto směrů. Spor se vedl také o to, zda fašismus je „nedílnou součástí dějin evropské kultury“, jak se domnívá například izraelský historik Zeev Sternhell, nebo zda je založen na „opojení destrukcí“, jak napsala Hannah Arendtová, a tudíž vůbec na tradice Západu nenavazuje.

V 90. letech 20. století se v sociálních vědách prosadila tendence za fašismus označovat ty ideologie, které spojují revoluční, aktivistickou politiku s mýtem záchrany a obnovy rasy či národa. Například oxfordský politolog Roger Griffin fašismus definoval jako 
skutečně revoluční, nadtřídní formu antiliberálního, (...) antikonzervativního nacionalismu. Jako takový je ideologií hluboce propojenou s modernizací a modernitou, ideologií, která přijala velké množství podob, aby se přizpůsobila specifickému historickému a národnímu kontextu, v němž se objevila, a čerpala ze široké škály kulturních a intelektuálních směrů, levicových i pravicových, protimoderních i promoderních, aby se artikulovala jako soustava idejí, hesel a doktrín. V meziválečném období se projevila především v podobě elitou vedené ,ozbrojené strany‘, jež se – většinou neúspěšně – pokoušela vytvořit populistické masové hnutí pomocí liturgického stylu politiky a radikálního programu, slibujícího přemoci hrozbu mezinárodního socialismu, ukončit degeneraci postihující národ ovládaný liberalismem a uskutečnit radikální obnovu národního sociálního, politického a kulturního života v rámci toho, co si běžně představovala jako počínající novou éru západní civilizace. Ústředním mobilizačním mýtem fašismu, ovlivňujícím jeho ideologii, propagandu, politický styl i činy, je vize bezprostředně nastávajícího znovuzrození upadajícího národa.

Podobně definice, ke které dospěl americký historik Robert Paxton, zní: Fašismus je 
způsob politického jednání vyznačujícího se obsesivními představami o rozkladu společenství, o národním potupení, o tom, že se národ stal obětí, a kompenzačními kulty sjednocení, síly a ryzosti, v nichž masová politická strana složená z militantních nacionalistů nepříliš spokojeně, ovšem výkonně spolupracující s tradičními elitami, opouští demokratické svobody a za pomoci spásného násilí a bez jakýchkoli etických nebo zákonných omezení usiluje o vnitřní očistu a vnější expanzi.

 Paxton pak doplňuje seznam idejí či emocí, „mobilizačních vášní“, jež fašisty motivují. Fašisté podle něho cítí, že
- je zde drtivá krize, neřešitelná tradičním způsobem;
- povinnosti vůči skupině, k níž člověk patří, jsou nadřazeny všemu ostatnímu;
- tato skupina je obětí, což ospravedlňuje jakýkoli postup proti jejím nepřátelům;
- skupinu ohrožuje individualistický liberalismus, třídní konflikty i vliv cizáků;
- skupinu je nutno více sjednotit, třeba i násilím;
- situace vyžaduje, aby se moci ujali přirození vůdcové (mužského pohlaví) v čele s národním vůdcem, ztělesňujícím historický úděl skupiny;
- vůdcovy instinkty jsou nadřazeny nad abstraktním rozumem;
- je správné nasadit ve prospěch skupiny vůli a násilí;
- vyvolená skupina má právo vládnout bez omezení ostatním lidem, má právo rozhodovat na základě kritérií zdatnosti skupiny v darwinistickém boji o přežití zdatnějších.[15]

Slova jako fašismus a fašista se však mohou vyskytnout i jako pouhá hanlivá označení. Časté to je zejména v rámci sovětské a ruské propagandy; Alexandr Solženicyn uvádí, že „nálepka fašismu je to samé jako svého času stigmatizující nálepka „třídní nepřítel“ či „nepřítel lidu“. Je to úspěšná metoda, kterou se dá oponent srazit k zemi, zacpat mu ústa, přivolat na něho represe a podle potřeby to v médiích zveřejňovat.“

## Kořeny
Fašismus jako celek byl velmi nečekanou inovací, v jednotlivostech však navazoval na řadu dřívějších myšlenek a politických hnutí.

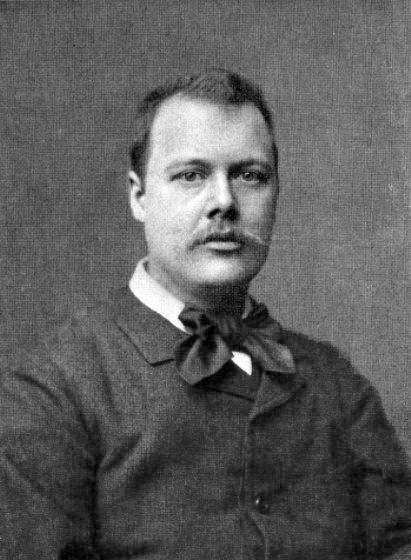
Houston Stewart Chamberlain

Osvícenský ideál pokrokové, rovnostářské, rozumné společnosti už v 19. století z různých důvodů kritizovala řada myslitelů. Třebaže mnozí z nich fašismus odmítali nebo jím byli dokonce pronásledováni, fašisté si osvojili některé jejich myšlenky a argumenty. Byli to například hlasatel „nadčlověka“ Friedrich Nietzsche, teoretik psychologie davu Gustave Le Bon, objevitelé skryté iracionality lidského myšlení Henri Bergson a Sigmund Freud, zakladatel teorie elit popírající možnost rovnosti v politice Vilfredo Pareto a další sociologové či filosofové poukazující na hrozby moderní společnosti jako Gaetano Mosca, Roberto Michels, Ferdinand Tönnies či Oswald Spengler. Metafory fašisté čerpali i z oblasti přírodních věd. Vedle Darwinem inspirovaných myšlenek – sociálního darwinismu a Galtonovy eugeniky – to byly objevy mikrobiologie a genetiky, které fašistům umožnily označovat své nepřátele za dědičně nemocné či přenášeče chorob a byly použity i při zdůvodnění nacistického programu euthanasie rasovou hygienou.
Německý fašismus sám sebe označil slovy „nacionální socialismus“ (termín ovšem poprvé použil již francouzský nacionalista Maurice Barrès roku 1896), a toto označení lze použít i na fašismus italský. Svým programem, politickými metodami i složením svých podporovatelů fašismus skutečně navazoval jak na některá levicová, socialistická hnutí raného 20. století, tak především na dobové nacionalistické a rasistické ideje.
Programovou návaznost fašismu na levici lze spatřovat jak v útocích na velkokapitalistické „plutokraty“ (jež ovšem v praxi zpravidla zůstaly na papíře), tak v požadavcích na zlepšení pracovních podmínek dělníků a jejich účasti na rozhodování, obvykle v rámci korporativisticky utvářeného státu. Ještě významnější vazba spočívá v převzetí aktivistického, revolučního pojetí politiky, jež sami komunisté zdědili od radikálů francouzské revoluce. Již před první světovou válkou se v Itálii sorelističtí levicoví anarchosyndikalisté jako Paolo Orano a Arturo Labriola sešli s pravicovými nacionalisty typu Enrica Corradiniho například na stránkách týdeníku La lupa, založeného roku 1910 Oranem, a shodli se na potřebě války. Fašistický a komunistický model vládnutí rovněž vykazují značnou podobnost, jak ukázala již Hannah Arendtová v knize Původ totalitarismu – jde o totalitní státy, tedy silně ideologizované autoritativní státy jedné strany snažící se ovládnout všechny aspekty života. S výjimkou necelých dvou let platnosti paktu Ribbentrop–Molotov (1939–1941) však přes jistou podobnost názorů a metod bylo mezi fašisty a levicí ostré vzájemné nepřátelství.
Evropský nacionalismus se v zásadě vyvinul v 18. a 19. století, kdy lidé přestávali považovat za samozřejmý zdroj státnosti a autority Boha a šlechtu a v důsledku demokratizace a modernizace hledali původ moci v lidu. Sdílený jazyk, kultura a tradice v jejich očích vytvářely „společenství osudu“, s nímž se mohli identifikovat a které se stalo klíčovou veličinou politiky. Moderní vědecký rasismus a antisemitismus, který chtěl doposud intuitivní či nábožensky odůvodňované předsudky povýšit na vědu, vznikl kolem poloviny 19. století. Arthur de Gobineau tehdy vydal Esej o nerovnosti lidských ras, v němž obhajoval přednost bílé „árijské“ rasy nad ostatními a kritizoval míšení ras. Na Gobineaua navazovala řada dalších autorů, například v Německu působící Houston Stewart Chamberlain, který navíc vyzvedl Germány jako prý nejlepší „árijce“, schopné ochránit civilizaci před zhoubným působením Židů a dalších údajně méněcenných ras. Tyto a podobné pseudobiologické a pseudohistorické teorie se pak staly pevnou součástí zejména nacistické ideologie.
Radikální nacionalistická a často i rasistická hnutí vznikla v Evropě a Spojených státech již na konci 19. století. Například ve Francii od roku 1898 působilo hnutí Action française, vedené Charlesem Maurrasem, přes svůj reakční charakter někdy považované dokonce za první fašistickou organizaci vůbec. V rakouské monarchii Hitlerova mládí, kde národnostní vášně jitřily třenice mezi Čechy a Němci, agitovali nacionalisté jako pangermánský antisemita Georg von Schönerer. V Německu antisemitskou kartou hrál pastor Adolf Stöcker, ve Francii se od roku 1911 skupina zvaná Cercle Proudhon snažila „sjednotit nacionalisty a levicové antidemokraty“ a rasistický Ku-klux-klan  v USA vznikl již roku 1865.

## Počátky
První světová válka (1914–1918) nepřinesla jen obrovské utrpení, hmotné strádání a politický rozvrat. V očích mnoha současníků také podryla víru v dosud převládající ideologie, konzervatismus, liberalismus i socialismus, které nedokázaly válečným hrůzám předejít, a naopak vybičovala vlastenectví a posílila víru v organizační a mocenské schopnosti státu, v potřebu vůdcovství a podřízení se, v idealismus a bojové ctnosti. To připravilo živnou půdu pro hnutí fašistického typu, která vznikala po celé Evropě a často se opírala o demobilizované vojáky.

### Počátky fašismu v Itálii
Když v srpnu 1914 vypukly boje, Benito Mussolini, šéfredaktor Avanti!, novin Italské socialistické strany, zprvu v souladu s linií strany válku odmítal. Zanedlouho se však přidal ke skupině levicových nacionalistů, zvané Fasci Rivoluzionari d'Azione Internazionalista (česky Revoluční svaz internacionální akce), podněcující vstup Itálie do války v naději, že se podaří vysvobodit Italy žijící pod cizí nadvládou. Ztratil členství ve straně a stal se nepřítelem socialismu. Na schůzi v Miláně byl vyloučen ze strany pro politické a morální selhání. Na své kritiky tehdy zvolal: „Myslíte, že se mě můžete zbavit, ale uvidíte, že se vrátím. Jsem a zůstanu socialistou a moje názory se nikdy nezmění. Mám je v krvi.“ Pokračoval však vlastní cestou. Po válce, v níž byl zraněn, pak Mussolini pokračoval v agitaci a 23. března 1919 v Miláně v čele asi stovky bývalých elitních vojáků (arditi), nacionalistických syndikalistů a protiměšťáckých intelektuálů futuristů vyhlásil „válku socialismu ... neboť se protiví nacionalismu“ a ustavil organizaci Fasci di combattimento (česky přibližně „Bojová bratrstva“), budoucí fašistickou stranu Partito Nazionale Fascista, PNF. Slovo fasci, italsky „svazky“, jež dalo fašismu název, zdůrazňuje solidaritu spolubojovníků a odkazuje také na starořímský odznak moci zvaný fasces, svazky jilmových prutů s vyčnívající vetknutou sekyrou, jež liktoři v průvodu nosili před vysokými úředníky. Za účasti vůdčího ducha futuristů, básníka Marinettiho, fašisté již 15. dubna přepadli kanceláře socialistických novin Avanti! a zničili jejich zařízení; jejich první násilná akce přinesla čtyři mrtvé a 39 zraněných.

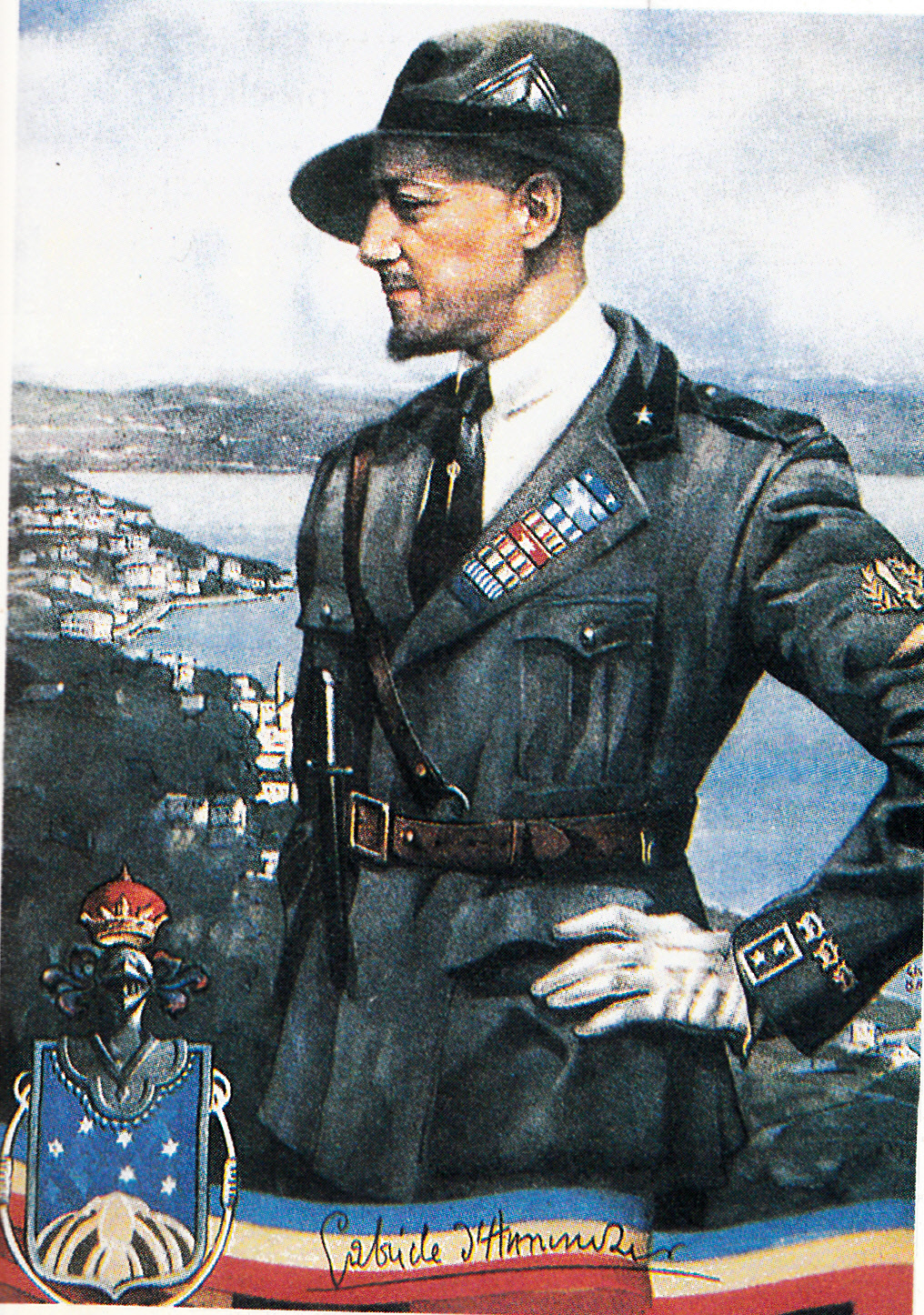
Gabriele d'Annunzio v uniformě, dobová pohlednice

Ve volbách 16. listopadu 1919 ovšem fašisté zcela propadli a neúspěchem skončil i dobrodružný pokus jiné skupiny italských nacionalistů, vedených básníkem Gabrielem d'Annunziem, zmocnit se sporného území Rijeky. Vyhlásili zde 8. září 1920 samostatný stát, nikým neuznanou Carnarskou republiku, která brzy nato skončila po útoku italského námořnictva. Pozdější fašismus se ovšem mohl inspirovat teatrálním politickým stylem „commandanteho“ d'Annunzia i Carnarskou ústavou čili Ústavou Fiume, prvním ústavním dokumentem fašistického typu, jejímiž spoluautory byli d'Annunzio a Alceste De Ambris.
Raný program fašistického hnutí byl ovlivněn socialismem. Požadoval půdu pro rolníky, zastoupení dělníků ve vedení podniků, progresivní zdanění kapitálu, znárodnění půdy a podniků atd. Při smiřování socialismu a nacionalismu převzal fašismus učení Enrika Corradiniho, dle kterého byla Itálie vykořisťována předními evropskými mocnostmi a byla „proletářským národem“. Její boj proti bohatým národům byl stejně naléhavý jako boj dělníků proti kapitalistům.
Na druhou stranu Mussolini podpořil zabírání některých továren a v roce 1920 se pokusil přesvědčit dělníky, aby ho uznali jako svého vůdce. V roce 1921 navrhl koalici s levicí, což se neuskutečnilo a sjezd fašistické strany přijal dle Mussoliniho rozhodně antisocialistický program.
Přes počáteční neúspěch na sebe začali Mussoliniho fašisté rychle strhávat pozornost. Jejich nová taktika, squadrismus, spočívala ve vysílání násilnických komand, squadre d'azione, zvaných černokošiláči, terorizujících domnělé nepřátele Itálie, zprvu především Slovince žijící v okolí Terstu a socialisty. K oblíbeným teroristickým metodám squadristů patřilo donutit protivníka vypít velkou dávku ricinového oleje a oholit mu půlku kníru. Oblíbené bylo u fašistů i stávkokazectví, které jim přineslo uznání mnoha Italů. Útoky na socialisty si fašisté získali podporu statkářů, kteří v nelehké hospodářské situaci čelili silným levicovým odborům, a to Mussolinimu umožnilo zapustit kořeny na severoitalské politické scéně. Zároveň se jeho hnutí rychle posouvalo politicky doprava, opustilo počáteční programový pacifismus i požadavky znárodnění a již roku 1921 se díky koaliční dohodě s premiérem Giolittim Mussolini v čele 35 poslanců PNF ocitl v italském parlamentu.

### Počátky nacismu v Německu
V poraženém a politicky i ekonomicky rozvráceném Německu po roce 1918 bujela radikální hnutí všeho druhu, komunisté vedli regionální vzpoury, proti kterým zasahovaly bojůvky nacionalistických válečných veteránů zvané Freikorps, a hospodářská situace zůstávala dlouho po válce neutěšená. Jednou z mnoha nových nacionalistických straniček byla mnichovská Německá dělnická strana (DAP), již založil zámečník Anton Drexler. Do ní byl v září 1919 armádní rozvědkou nasazen kaprál Adolf Hitler, před válkou nedostudovaný zneuznaný umělec, nyní vyznamenaný frontový veterán. Řečnické schopnosti mu umožnily rychle převzít vedení strany a s pomocí sympatizujících členů místní honorace i armádních důstojníků, jako byl Ernst Röhm, také rozšířit řady sympatizantů. 24. února 1920 na dvoutisícovém shromáždění v Hofbräuhausu stranu přejmenoval na Národně socialistickou německou dělnickou stranu (zkráceně NSDAP či nacisté) a dal jí program o 25 bodech v duchu nacionalismu, antisemitismu a antikapitalismu. Sám Hitler program příliš vážně nebral, prosadil však jeho neměnnost, aby zabránil vnitrostranickým diskusím. Program z roku 1920 byl socialistický a obsahoval zrušení bezpracných příjmů, konfiskaci válečných zisků, znárodnění monopolů, rozdělení zisků z monopolů, rozsáhlou podporu ve stáří, znárodnění obchodních domů, konfiskaci půdy pro veřejné účely bez náhrady, zrušení úroků za pozemkové půjčky, podporu nadaných dětí chudých rodičů, povinné cvičení a sport atp. Od tradičních forem socialismu odlišoval národní socialismus vypjatý nacionalismus. Dle Hitlera „V rudé [na nacistické vlajce] vidíme socialismus našeho hnutí, v bílé myšlenku nacionalismu a ve svastice poslání boje za vítězství árijského člověka.“

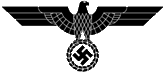
Stranická orlice, znak NSDAP

Strana založila ozbrojené složky Sturmabteilung (SA), jejichž aktivita se podobala italským squadristům, a v prosinci 1920 zakoupila noviny Völkischer Beobachter jako svou oficiální tribunu. Ve straně se prosadil vůdcovský princip, Hitler jako vůdce (Führer) měl neomezenou pravomoc. Strana rostla a roku 1923 již měla 55 tisíc členů. Špatně připravený pokus o puč v Mnichově 8. listopadu 1923 však selhal, Hitler byl uvězněn a strana dočasně zakázána.
Proces s pučisty, konaný v roce 1924, dal Hitlerovi alespoň možnost se zviditelnit v celostátním tisku. Ve vězení, do něhož byl odsouzen na pět let, z nichž kvůli vlivu svých přívrženců odpykal jen asi 9 měsíců, pak napsal první část základního ideologického díla nacismu, knihy Můj boj (Mein Kampf). Ideový profil strany vedle Hitlera tehdy určovali lidé jako autor knihy Mýtus dvacátého století a šéfredaktor Beobachteru Alfred Rosenberg, fanatický antisemita Julius Streicher s vlastním časopisem Der Stürmer a levicověji orientovaný vůdce propagandy Gregor Strasser, který později se svým bratrem Ottou vytvořil severoněmecké sociálně-revoluční křídlo NSDAP. Tam zpočátku patřil i budoucí hlavní propagandista strany Joseph Goebbels, než se přidal k Hitlerovu prokapitalističtějšímu mnichovskému křídlu.

### Počátky fašismu v ostatních státech
Počáteční úspěch italských fašistů podnítil po celé Evropě ve 20. letech vznik mnoha fašistických a rádobyfašistických hnutí. Další silný impuls pak přišel s vítězstvím nacismu, jež zároveň přimělo stávající pravicové režimy a strany, aby napodobovaly dynamický styl fašistů ve snaze dosáhnout větší mobilizace sil a vypadat moderněji. Žádné jiné revolučně-nacionalistické hnutí kromě italských fašistů a německých nacistů však nedokázalo založit déletrvající fašistický režim. Ve čtyřech zemích, Rakousku, Maďarsku, Španělsku a Rumunsku, však místní fašisté alespoň na krátkou dobu podstatně ovlivnili celostátní politiku. V Československu pak sudetoněmečtí fašisté působili jako Hitlerova pátá kolona a koncem třicátých let přispěli k jeho rozpadu.

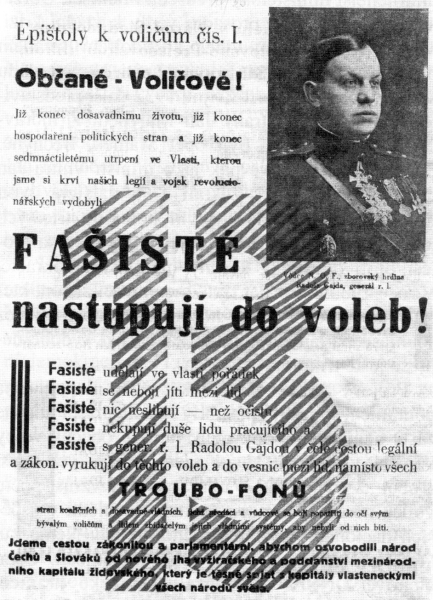
Volební leták Národní obce fašistické

Rakousko-uherská Německá dělnická strana (Deutsche Arbeiterpartei, DAP) byla založena již roku 1903 v Ústí nad Labem a předešla Hitlera jak v užívání svastiky, tak v použití hesla Gemeinnutz geht vor Eigennutz (Společný prospěch je před osobním prospěchem). Mezi její členy patřili především sudetští Němci. V roce 1918 se její rakouská část přejmenovala na Německou národně socialistickou dělnickou stranu (Deutsche Nationalsozialistische Arbeiterpartei, DNSAP) pod vedením Waltera Riehla, zatímco část v českém pohraničí, vedená Hansem Knirschem, se stala předchůdkyní Henleinovy Sudetoněmecké strany. Třebaže stále levicově orientovaná DNSAP nebyla jako celek plně fašistická, odštěpilo se z ní radikální křídlo, které pod Hitlerovým vlivem vytvořilo rakouskou odnož nacistické strany. Dílem rakouských nacistů byl neúspěšný červencový puč, při němž byl 25. července 1934 zavražděn konzervativní diktátor Engelbert Dollfuss, a později také podpora anšlusu Rakouska k nacistickému Německu 12. března 1938. Také v Československu sudetští nacisté a jejich Freikorps posloužili jako Hitlerova pátá kolona a přispěli k rozbití státu v mnichovské krizi.
Ve Španělsku se fašismus vyvíjel relativně pomalu, také proto, že šlo o poměrně zaostalou konzervativní zemi, kde nacionalismus byl spojován především s katalánským a baskickým separatismem. Během druhé španělské republiky (1931–1936) však vykrystalizovaly všechny tři varianty pravicového autoritářství, konzervativní, pravicově radikální i fašistická; fašismus zprvu reprezentovali Ernesto Giménez Caballero a Ramiro Ledesma Ramos, který roku 1931 založil hnutí Juntas de Ofensiva Nacional-Sindicalista (JONS, Unie nacionálně-syndikalistické ofenzívy), jež se roku 1934 spojilo s Falangou, již vedl José Antonio Primo de Rivera, syn bývalého diktátora, aspirující na roli fašistického vůdce. Primo de Rivera však byl popraven republikány 20. listopadu 1936, na počátku občanské války. Jeho hnutí převzal roku 1937 Francisco Franco, který sice udržoval de Riverův kult, celkově však jeho diktatura vykazovala spíše konzervativně-pravicové než revoluční, tedy fašistické rysy, a falangistické „staré košile“ v ní hrály jen omezenou roli, takže vhodnější je označit ji za pouze semifašistickou. Franco však dokázal přežít své diktátorské kolegy a Španělsko se stalo nejdéle trvajícím režimem s fašistickými prvky.

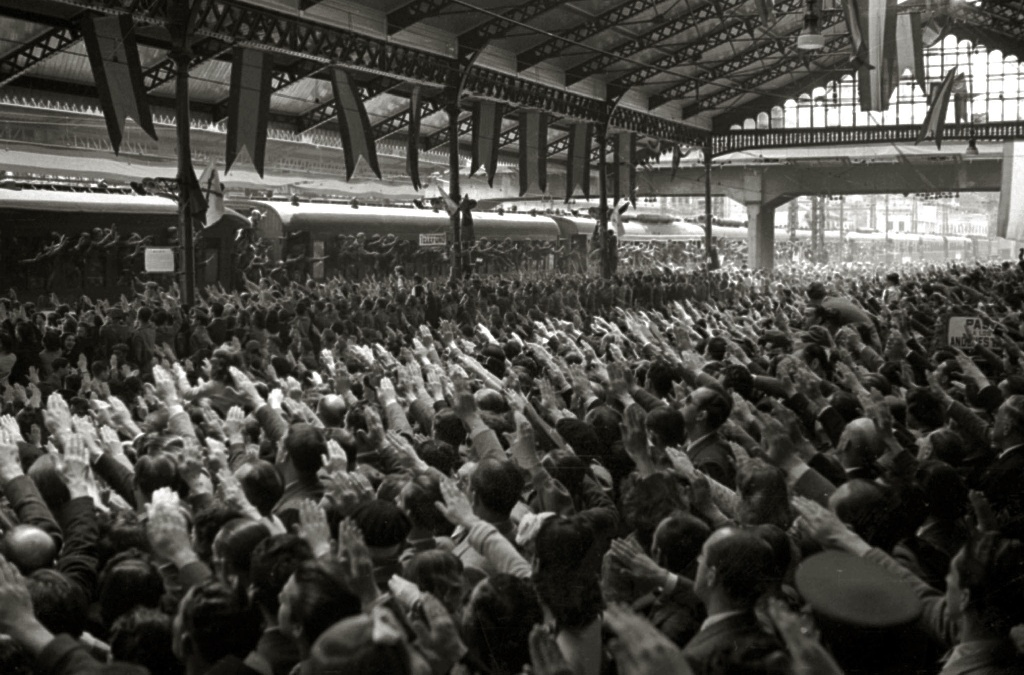
Španělé zdraví fašistickým pozdravem Modrou divizi odjíždějící na Východní frontu do boje proti Sovětskému svazu, 1942

V meziválečném Maďarsku byl pravděpodobně největší počet krajně pravicových a fašistických skupin vůbec. Ze všech států ztratilo první světovou válkou nejvíc území a etnických Maďarů ve prospěch jiných zemí, dále zde vznikla krátkodobá Maďarská republika rad (1919), řízená komunisty často židovského původu, což vedlo k vybičování nacionalistických antisemitských vášní, navíc po Uherské říši zbyla rozsáhlá střední úřednická vrstva trpící nyní nezaměstnaností. Rysy fašismu měla již raná poválečná skupina radikálních důstojníků kolem Gyuly Gömböse, který však přešel na stranu konzervativního diktátora admirála Horthyho a své hnutí rozpustil. Později vzniklo přes půl tuctu nacionálně socialistických stran, z nichž nejvýznamnější byla Strana Šípových křížů založená Ferencem Szálasim roku 1934. Tomu se podařilo maďarské fašisty postupně sjednotit, ovlivňovat vnitrostátní politiku a 16. října 1944 s pomocí Němců násilně uchopit moc; Szálasiho vláda trvala jen do března 1945, kdy Maďarsko obsadili Sověti, a aktivně se podílela na vyvražďování Židů. Hnutí Ference Szálasiho vycházelo z vágní socialistické filosofie tzv. hungarismu, která se snažila odstranit překonaný systém soukromého kapitálu.
Rumunskou Legii archanděla Michaela, známější pod názvem své ozbrojené složky jako Železná garda, založil roku 1927 Corneliu Zelea Codreanu. Stanley G. Payne jej označuje za charismatického fanatika. Garda byla mezi fašistickými hnutími výjimečná svou křesťansky laděnou ideologií a duchovními cíli („Duchovní vzkříšení! Vzkříšení národa ve jménu Ježíše Krista!“). Podpořil ji například i seriózní teoretik korporativismu Mihail Manoilescu. Poté, co byl Codreanu uvězněn a během „noci upírů“ 30. listopadu 1938 s řadou svých spolustraníků zavražděn, následnictví si vybojoval Horia Sima. Krátce se podílel na moci, diktátor Ion Antonescu však privilegia Železné gardy omezil a potlačil její povstání v lednu 1941, což znamenalo praktický konec vlivu domácích rumunských fašistů na tamní politiku.

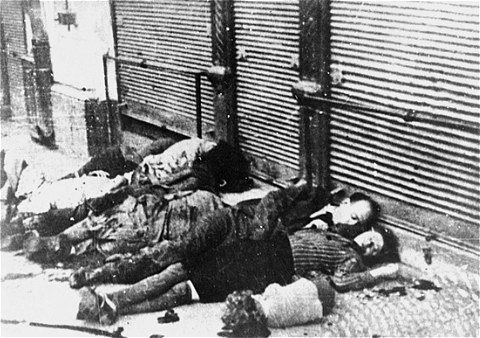
Protižidovský pogrom v Jasech spáchaný Železnou gardou a rumunskými jednotkami

V demokratických státech byly mezi válkami úspěchy fašistů ještě skromnější. Ve Francii – vedle již předválečné Action française – například získala omezený počet příznivců hnutí jako ta, jež vedli Georges Valois a později Marcel Bucard. O něco úspěšnější, avšak méně fašistická byla Francouzská lidová strana, již roku 1936 založil exkomunista Jacques Doriot. Francouzští fašisté však se alespoň mohli těšit z vysoké intelektuální úrovně svých teoretiků, jako byli Pierre Drieu La Rochelle a Robert Brasillach. V Belgii byli fašisté a nacionalisté o něco úspěšnější. V Belgii Joris Van Severen roku 1931 založil hnutí Verdinaso, jeho milice v tmavozelených košilích však nikdy neměly víc než 3000 členů. Fašistické skupiny v Belgii byly vesměs prodělnické a protikapitalistické a vlámské skupiny byly i protifrancouzské. Socialistický teoretik Henri De Man přivítal belgickou kapitulaci jako osvobození od kapitalistické plutokracie. Mnohem úspěšnější však bylo katolicky zbarvené hnutí rexistů, jež vedl Léon Degrelle, i Nacionálně socialistické hnutí v Nizozemí, založené roku 1931 pod vedením Antona Musserta. Za kanálem La Manche působila od roku 1932 až do zákazu roku 1940 Britská unie fašistů vedená Oswaldem Mosleyem, jež se dočasně těšila vlivným příznivcům, nikdy však neprorazila ve volbách, i ještě radikálnější Imperiální fašistická liga, kterou podporovali němečtí nacisté. Malá fašistická hnutí působila i ve Skandinávii, Švýcarsku a jinde. Také Nor Vidkun Quisling byl oddaným stoupencem národního socialismu, ačkoliv v letech 1924 až 1925 byl aktivní jako organizátor Rudých gard, norské komunistické skupiny.
Mezi Čechy se za první republiky zrodila dvě významnější fašistická hnutí. Od roku 1926 působila Národní obec fašistická generála Radoly Gajdy, inspirovaná italským fašismem. Byla autoritářská, protiněmecká, protikomunistická, panslavistická a disponovala i mládežnickým hnutím a malými odbory. Jejími příznivci byli hlavně důstojníci a rolníci, největší úspěchy měla na jihu Čech a na Moravě. Gajda se roku 1929 dostal do parlamentu, po zpackaném židenickém puči v lednu 1933 však se strana propadla do praktické bezvýznamnosti. Menší hnutí Vlajka se soustředilo kolem stejnojmenného časopisu, jenž vycházel od roku 1928, a postupně se vyvíjelo směrem k ideové shodě (a později kolaboraci) s nacismem. Slováci žádné významnější samostatné fašistické hnutí neměli, ovšem v rámci nacionalistické, klerikální a konzervativní Hlinkovy slovenské ľudové strany existoval radikální proud kolem stranických milic Rodobrana, reprezentovaný především Vojtechem Tukou. Toto křídlo již před válkou směřovalo k fašismu; v době válečné Slovenské republiky pak nejradikálnější složkou strany byla Hlinkova garda, vedená Alexandrem „Šaňo“ Machem.

## Ustavení diktatury
Fašistická hnutí v demokratických státech obvykle nedokázala získat větší podporu voličů, zatímco konzervativní diktátoři jako Franco či Antonescu si fašisty zpravidla dokázali podrobit a začlenit do svého režimu. Existují ovšem dvě významné výjimky, Itálie a Německo. Konzervativní elity zde sice také doufaly, že fašisty využijí ke zklidnění situace a potlačení levice a přitom si klasické pravicové strany udrží moc, ale přepočítaly se. Oba příběhy mají řadu podobností: Italský i německý stát vznikly až v druhé polovině 19. století z řady původně samostatných zemí; fašisté dokázali získat nejdříve regionální podporu, a poté se rozšířit celostátně; fašistické bojůvky destabilizovaly situaci zdola, zatímco charismatičtí vůdcové svým demonstrativním nacionalismem a postupným příklonem k pravicové politice získali podporu části konzervativních elit; fašisté se k vládě dostali legální či pololegální cestou v situaci politické i hospodářské krize, na jejímž vyvolání se kromě fašistického násilí podílela i slabost ostatních politických sil.

### Itálie: Pochod na Řím a případ Matteotti

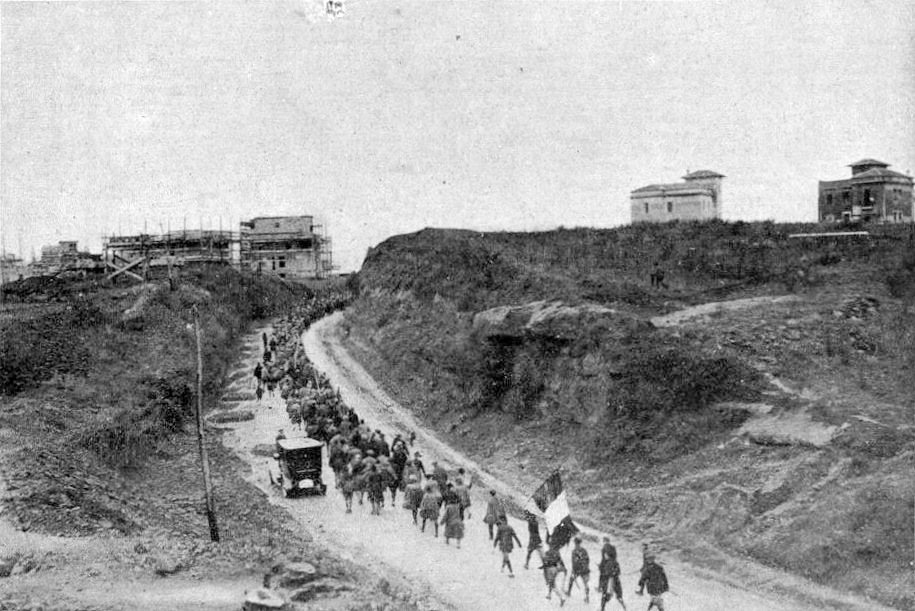
Pochod na Řím

Počátkem 20. let 20. století se Itálie dostala do hluboké politické krize, způsobené mimo jiné i sektářstvím levice a nesvorností demokratických sil. Squadristé v situaci, kdy byla vláda neschopná akce, pokročili od vypalování jednotlivých budov k zabírání celých měst v severní Itálii; 3. března 1922 například obsadili Rijeku, 12. července Cremonu a 26. července Ravennu. Odhaduje se, že v letech 1920–1922 následkem politického násilí v Itálii zahynulo asi 500–600 fašistů a asi 2000 antifašistů a nefašistů; další asi 1000 antifašistů bylo povražděno v letech 1923–1926.
Na konci října 1922 Mussolini zorganizoval tažení, jež vešlo do dějin jako Pochod na Řím: jeho černokošiláči se zabavenými vlaky nebo pěšky vydali k hlavnímu městu. Pochod vedli Italo Balbo, Emilio De Bono, Michele Biangi a Cesare Maria De Vecci, zatímco Mussolini vyčkával v Miláně připraven uprchnout do Švýcarska, kdyby akce selhala. Slabá vláda premiéra Facty se pokusila tažení fašistů zastavit, což se jí i zčásti podařilo. Král Viktor Emanuel III. však odmítl Factu podpořit vyhlášením stanného práva a místo toho nabídl Mussolinimu místo premiéra. Ten vzápětí přicestoval železničním lůžkovým vozem a úřad převzal. Královy motivy nejsou dodnes zcela jasné, roli nejspíše hrály obavy z dalšího vývoje v případě otevřené konfrontace s fašisty. Rozhodující 28. říjen se stal italským státním svátkem záměrně fašisty opřádaným hrdinskými mýty.

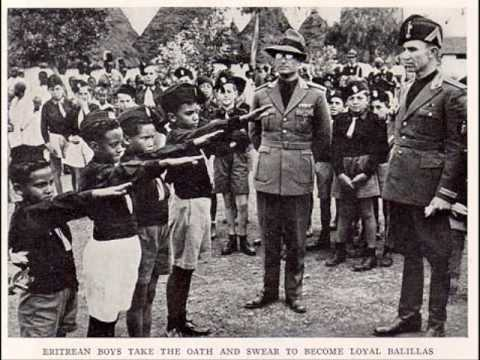
Děti v italské kolonii v Eritreji přísahají věrnost Národní fašistické straně

První dva roky Mussolini předsedal koaliční vládě, jež prováděla běžnou konzervativní politiku, a musel dokonce krotit nepokoje squadristů, dožadujících se „druhé revoluce“, jíž by získali větší díl moci. Roku 1923 se fašistům pomocí nátlaku černokošiláčů podařilo prosadit volební zákon, podle něhož vítězná strana získávala dvoutřetinovou většinou poslanců, jestliže dostala aspoň 25 % hlasů. Ve volbách 6. dubna 1924 Mussoliniho nacionalistická koalice díky nátlaku na voliče drtivě zvítězila a „duce“ ovládl parlament.
Brzy nato došlo k zásadnímu zlomu. 30. května vystoupil v parlamentu socialista Giacomo Matteotti s projevem kritizujícím nezákonné ovlivňování nedávných voleb fašisty. Deset dní poté byl unesen a zavražděn. Stopa vedla do Mussoliniho okolí; veřejnost byla šokována, politický život na několik měsíců ochromen a vládě hrozilo zároveň svržení králem i vzpoura černokošiláčů. Nakonec 3. ledna 1925 Mussolini přednesl agresivní projev, v němž přijal za vraždu odpovědnost; fašisté pak spustili vlnu opatření k utužení režimu: rušení opozičních novin, zatýkání nefašistických politiků, rozpuštění politických stran kromě fašistické PNF, zavedení trestu smrti a další kroky „na obranu státu“. Počátkem roku 1927 byla diktatura jedné strany dobudována.

### Německo: Papenova intrika a zmocňovací zákon
Nacisté byli po potlačení mnichovského puče a stabilizaci výmarské republiky oslabeni, další příležitost jim ovšem poskytla Světová hospodářská krize z přelomu 20. a 30. let. Slabá demokracie, ohrožovaná zleva komunisty a zprava nacisty, vyžadovala vytváření nesourodých, neakceschopných koalic a posléze vedla i vládnutí pomocí dekretů prezidenta Hindenburga. Ve volbách z července 1932 získala NSDAP nejvíc hlasů a kancléř Franz von Papen nabídl Hitlerovi úřad místokancléře, ale Hitler místo bez pravomocí odmítl a žádal o ustanovení kancléřem. Nacisté pak vystupňovali pouliční násilí; během několik týdnů bylo zabito 103 lidí a stovky byly zraněny.
Von Papen vypsal nové volby na listopad, při kterých nacisté opět zvítězili, i když poněkud ztratili na úkor komunistů, a politický pat se vyřešit nepodařilo. Kancléřem se stal generál Kurt von Schleicher, který se pokusil získat podporu nacistů v jednáních s Gregorem Strasserem, zatímco Hitler stále odmítal přijmout cokoli menšího než kancléřský úřad. Von Papen, žárlící na Schleichera, však zosnoval intriku: tajně nabídl Hitlerovi kancléřství za podmínky, že se sám stane místokancléřem, a přesvědčil Hindenburga, že von Schleicher plánuje puč. Doufal, že z pozice místokancléře bude s pomocí prezidenta schopen Hitlera zvládnout. Intrika vyšla, Hitlerova a Papenova vláda byla jmenována 30. ledna 1933.
Nacisté zpočátku vládli v rámci koaliční vlády, navíc v prezidentském systému, tedy jen s omezenou mocí. To se však rychle změnilo: 27. února 1933 v Berlíně vypukl požár Říšského sněmu a nacisté z jeho založení obvinili komunisty, čímž ve společnosti vyvolali strach z levicové revoluce. Již 28. února prezident Hindenburg dekretem výrazně omezil občanská práva a Sturmabteilungen (SA), bojůvky přidružené k nacistické straně, dostaly volnou ruku. 5. března se konaly další volby, při nichž v již jen částečně svobodných poměrech NSDAP posílila, ale nezískala nadpoloviční většinu. Přesto se 24. března 1933 podařilo Hitlerovi v Říšském sněmu prosadit dvoutřetinovou většinou tzv. zmocňovací zákon, který mu na čtyři roky dával diktátorské pravomoci; nacisté si vypomohli tím, že předem pozatýkali komunistické poslance. Během několika týdnů byly zakázány všechny nenacistické strany a pro politické odpůrce byl zřízen první koncentrační tábor v Dachau u Mnichova. 30. června 1934 proběhla tzv. noc dlouhých nožů, při níž komanda tajné policie gestapo povraždila Hitlerovy vnitrostranické konkurenty v čele s velitelem SA Ernstem Röhmem a vůdcem severoněmecké NSDAP Gregorem Strasserem, řadu vlivných konzervativců včetně exkancléře Schleichera a několik náhodných obětí, celkem asi 150 až 200 osob. Diktátor tím získal prakticky absolutní moc.

## Fungování režimů

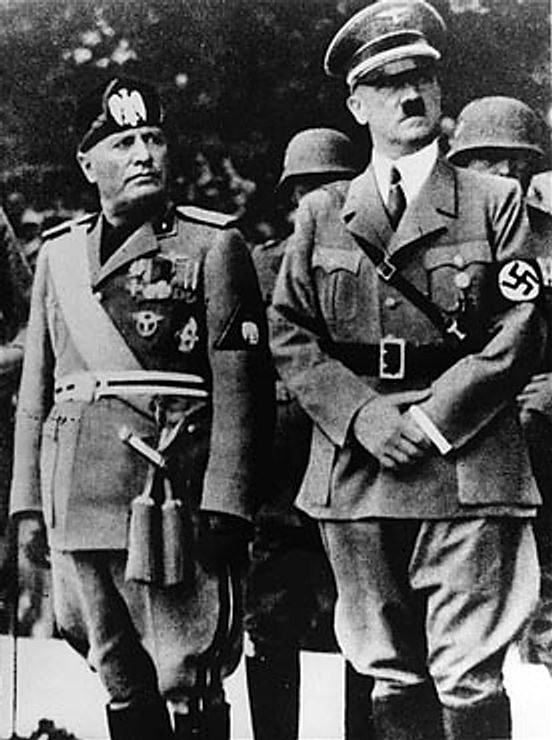
Benito Mussolini (vlevo) a Adolf Hitler

Po získání moci oba velké fašistické režimy dokázaly na řadu let udržet moc a získat si podporu nemalé části obyvatelstva. Nedá se však říci, že byly zcela stabilní. Pro oba bylo charakteristické stálé napětí mezi dvěma paralelními mocenskými strukturami: militantním fašistickým stranickým aparátem a státními orgány, jež byly obvykle obsazené konzervativně smýšlejícími úředníky. Kromě toho v mocenské bilanci hrály roli další dva faktory, jednak sám diktátor a jednak občanská společnost, tvořená například podnikateli, spolky či církvemi. Každá z těchto čtyř sil potřebovala ostatní tři a i když jejich mocenská rovnováha dopadala v různých situacích různě, nikdy žádná z nich zcela neztratila vliv na chod státu. Fašistický režim se tak dá chápat jako „polykracie“, vláda několika mocenských center, jež spolu neustále soupeří o moc (Martin Broszat). Toto smíšené uspořádání plné napětí pak vysvětluje, že pravé fašistické režimy nebyly ustálené a směřovaly k radikalizaci, jež byla předzvěstí jejich zániku.

### Strana
V Itálii i v Německu struktura strany více méně kopírovala státní orgány. K představitelům státu existovali paralelní straničtí pohlaváři, k armádě paralelní stranické milice a tak dále. Existovaly samozřejmě rozdíly. Typicky v Itálii mívaly stranické struktury menší moc než státní orgány, zatímco v Německu byla NSDAP podstatně silnější. Důležité bylo například to, že v Itálii policie zůstala v rukou kariérních úředníků, avšak v Německu ji ovládli nacističtí fanatici v čele s Himmlerem. V Itálii i Německu se výrazně uplatňoval vůdcovský princip, tedy diktatura jednoho muže, ale v Itálii stále existovaly jisté pojistky v podobě krále a Velké fašistické rady, která byla schopna v roce 1943 Mussoliniho svrhnout. V obou režimech pak později radikální fašisté dostali volnou ruku na okupovaných územích, kde se řádné státní orgány ani nevytvořily.
Po převzetí moci fašisty bylo do vládnoucích stran přijato velké množství oportunistů, kteří tak učinili z kariérních důvodů. V Itálii bylo členství ve straně dokonce přímo podmínkou získání místa ve státní správě. Jádro stran přesto zůstalo radikální a oba režimy musely neustále řešit otázku, jak udržet fašistické nadšení a zároveň nedopustit, aby řádění jejich ctižádostivých příznivců příliš ohrozilo veřejný pořádek.

### Státní struktury
„Normativní stát“ (Ernst Fraenkel) úředníků a vojáků v Německu utrpěl porážku od „svrchovaného státu“ nacistické organizace hned na počátku Hitlerova vládnutí, v létě 1933; když koncem června 1934 v noci dlouhých nožů nacisté povraždili vůdčí konzervativce a v srpnu 1934 zemřel prezident Hindenburg, byla nadvláda NSDAP nad německým státem prakticky neohrozitelná. I v Německu však konzervativci dosahovali jistých úspěchů, například když se jim podařilo zastavit nacistický program eutanazie „neužitečných osob“. Až na hrstku statečných, jako byli ti, kteří se pokusili o atentát na Hitlera z 20. července 1944, však členové tradiční úřednické a vojenské elity v Německu proti nacistům rozhodněji nevystupovali.

### Sociální opatření
V Itálii bylo ve 20. letech zavedeno povinné pojištění proti nehodám, nemocem, stáří, opatření proti malárii a tuberkulóze a stipendia pro děti, minimální mzda, placená dovolená atp. Postupně docházelo k částečné socializaci hospodářství. Mussoliniho korporativismus se začal rozvíjet během Velké hospodářské krize.
V Německu větší část hospodářství zůstala v soukromých rukou, ale pod státní kontrolou v podobě čtyřletých plánů (napodobenina sovětských pětiletek). I nacisté zavedli sociální opatření a podporovali socialistický a rovnostářský národní étos. Hitler sám razil heslo: rovnost všech rasových Němců. Legální rozdíl mezi dělníkem a úředním stavem byl zrušen a docházelo ke glorifikaci dělníka. Pracovní zákoník z roku 1935 nařizoval dělnickou práci každému mladému muži, aby se „německé mládeži vštípil kolektivní duch a opravdová představa důstojnosti práce a především správná úcta k tělesné práci.“ Po roce 1939 došlo k socializaci hospodářství a zavedení centrálního plánování.

## Mezinárodní agrese a druhá světová válka
Mussolini i Hitler od 30. let usilovali o územní expanzi a vedli agresivní intervencionistickou zahraniční politiku, což později vedlo k rozpoutání druhé světové války. Mussolini podporoval iredentistické nároky italských menšin, snažil se o nadvládu na Středozemním mořem a přístup k Atlantiku a chtěl vytvořit italský spazio vitale (životní prostor) ve Středozemí a okolí Rudého moře. Podobně Hitler chtěl vrátit „domů do Říše“ německé menšiny jiných států i s územím, na kterém žily, a vytvořit německý Lebensraum ve Východní Evropě včetně území tehdejšího Sovětského svazu, jež měla být kolonizována Němci.

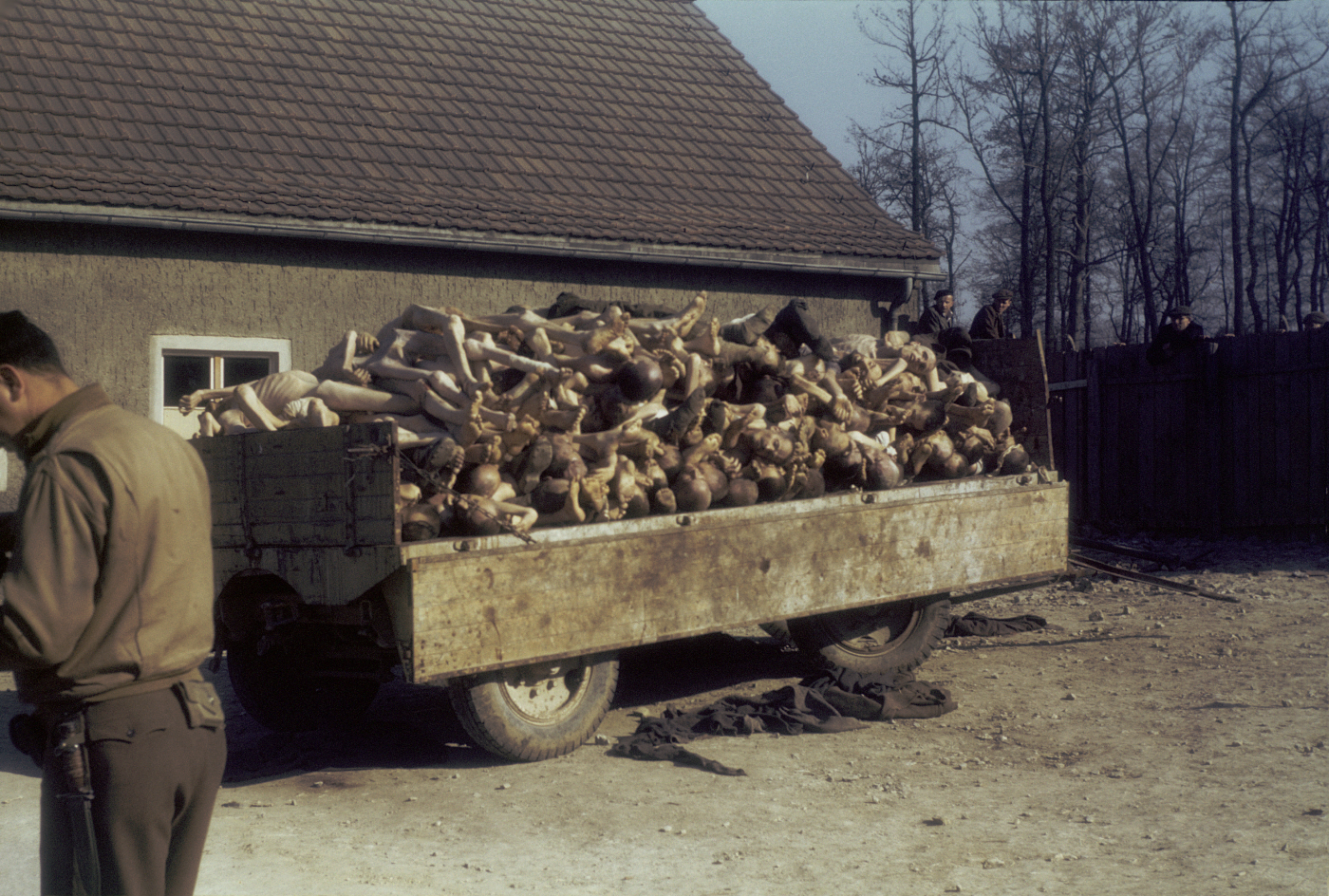
Náklad mrtvých vězňů určených ke kremaci, koncentrační tábor Buchenwald

Kolem roku 1935 územní a mocenské požadavky fašistických států eskalovaly. Itálie roku 1935 okupovala Etiopii, což vedlo k odsouzení Společností národů a diplomatické izolaci Mussoliniho režimu. Roku 1936 Německo remilitarizovalo Porýní, ačkoli Versailleská smlouva nařizovala, že na tomto území nemá být umístěna armáda. Roku 1938 si Německo připojilo Rakousko (tzv. anšlus) a Itálie mu pomohla úspěšně uzavřít diplomatickou krizi ohledně německých územních nároků vůči Československu, jejímž výsledkem byla Mnichovská dohoda a obsazení Sudet Němci. Británie a Francie si od Mnichova slibovaly odvrácení války; tato naděje však pohasla, když Hitler dohodu porušil a 16. března 1939 obsadil zbytek Českých zemí, zatímco na Slovensku nastolil loutkový režim. Ve stejné době požadovala Itálie územní a koloniální ústupky od Francie a Británie. Spolupráci fašistických režimů s imperialistickým Japonskem zakotvila Osa Berlín–Řím–Tokio.
Roku 1939 se Německo připravovalo na válku s Polskem, ale snažilo se dosáhnout územní ústupky Polska diplomatickou cestou. Polská vláda však Hitlerovým slibům nevěřila a návrhy Německa nepřijala. Následovalo přepadení Polska Německem 1. září a brzy poté vyhlášení války Británií, Francií a jejich spojenci, což se považuje za začátek druhé světové války. Mussolini věděl, že jeho země není schopna sama vzdorovat Francii, proto čekal se vstupem do války až do června 1940, kdy již byla Francie na pokraji porážky po německé invazi zahájené v květnu 1940; po pádu Francie se Itálie soustředila na ofenzívu proti Britům v Egyptě. Následující bitva o Británii, která měla po pokoření Francie podrobit i druhou západní velmoc, nepřinesla Hitlerovi úspěch. Roku 1941 Hitler zradil svého dosavadního spojence Stalina a spustil takzvanou operaci Barbarossa, přepadení Sovětského svazu. Podařilo se mu obsadit značnou část evropské části SSSR a v té době fašistické režimy ovládaly většinu Evropy. Již se však nedařilo opakovat úspěchy bleskových válek a nejprve italská, později i německá armáda přestávala zvládat náročný boj na mnoha vzdálených frontách.
V téže době Německo naplno rozjelo genocidu údajně „méněcenných ras“ a dalších skupin určených k likvidaci. Koncentrační a vyhlazovací tábory se proměnily v továrny na smrt, kde pomocí průmyslových metod příslušníci SS vyvraždili masy Židů (holokaust), Poláků, Romů (porajmos) a jiných národností.
Roku 1942 se postavení Osy začala hroutit. Itálie se musela spolehnout na pomoc Německa, což vedlo k podřízení Mussoliniho režimu pokynům z Berlína. Roku 1943 král Viktor Emanuel III. „duceho“ odvolal a vystoupil ze spojenectví z Německem. Mussolini byl před uvězněním zachráněn německými jednotkami a až do roku 1945 pak vedl fašistický loutkový stát Italskou sociální republiku (Republiku Salò) v severní části Itálie.
Definitivní porážka fašistických režimů v Evropě přišla na jaře 1945. Benita Mussoliniho komunističtí partyzáni zajali a popravili 28. dubna, Adolf Hitler spáchal sebevraždu 30. dubna a Německo kapitulovalo 8. května. Zúčtování s fašismem se pak projevilo na mnoha rovinách od trestněprávní (Norimberský proces a další soudní procesy s viníky fašistických zločinů v mnoha zemích) až po vědeckou (snaha nespočetných historiků, politologů a filozofů porozumět fašismu a najít způsob, jak zabránit jeho návratu). Neslavný konec fašismu a odhalení jeho zločinů vedlo k diskreditaci fašistických myšlenek, takže po mnoho poválečných desetiletí byla hrozba obnovy fašismu v Evropě jen malá.

## Neofašismus

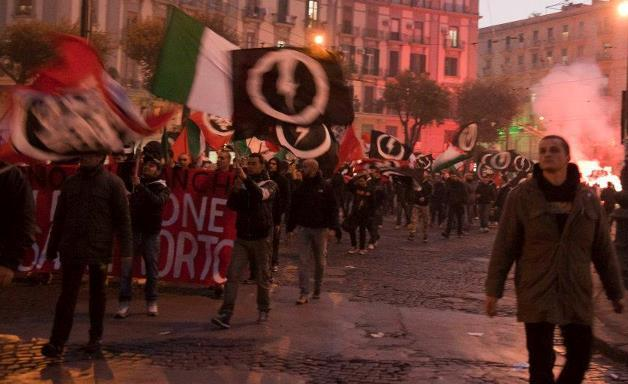
Shromáždění CasaPound a Blocco Studentesco v Neapoli v roce 2011

Na konci 20. století se objevila řada skupin a politických stran s neofašistickými myšlenkami, které se šíří po celém světě. V Německu a v jiných zemích se vliv neofašismu překrývá s neonacismem.
V Itálii měla neofašistické kořeny Národní aliance, ale Gianfranco Fini postupem času stranu přivedl do pravo-středových pozic. Italská neofašistická hnutí jako CasaPound nebo Nová síla měla na počátku roku 2019 pravděpodobně až stovky tisíc stoupenců. K nelibosti české veřejnosti se symbolem italských neofašistů stal Jan Palach. Podle filozofa Václava Bělohradského, který žil dlouho v Itálii, je Palach symbolem italské krajní pravice, která je historicky antikomunistická, již dlouho: „Levice se organizovala kolem protestů proti Vietnamu a najednou tu někdo použije tentýž protest proti komunismu, to se pravici strašně líbilo. Jakmile na studentských schůzích někdo začal mluvit o Vietnamu, hned se ozvala pravice, proč nemluvíme o Československu, o Palachoví.“
Falangističtí stoupenci bývalého španělského diktátora Franciska Franca jsou velkými odpůrci katalánského hnutí za nezávislost. Španělští frankisté se v roce 2017 zúčastnili protestů proti referendu o nezávislosti Katalánska, kde byli natočeni jak zdvihají ruce ve fašistickém pozdravu a zpívající krajně pravicové písně.

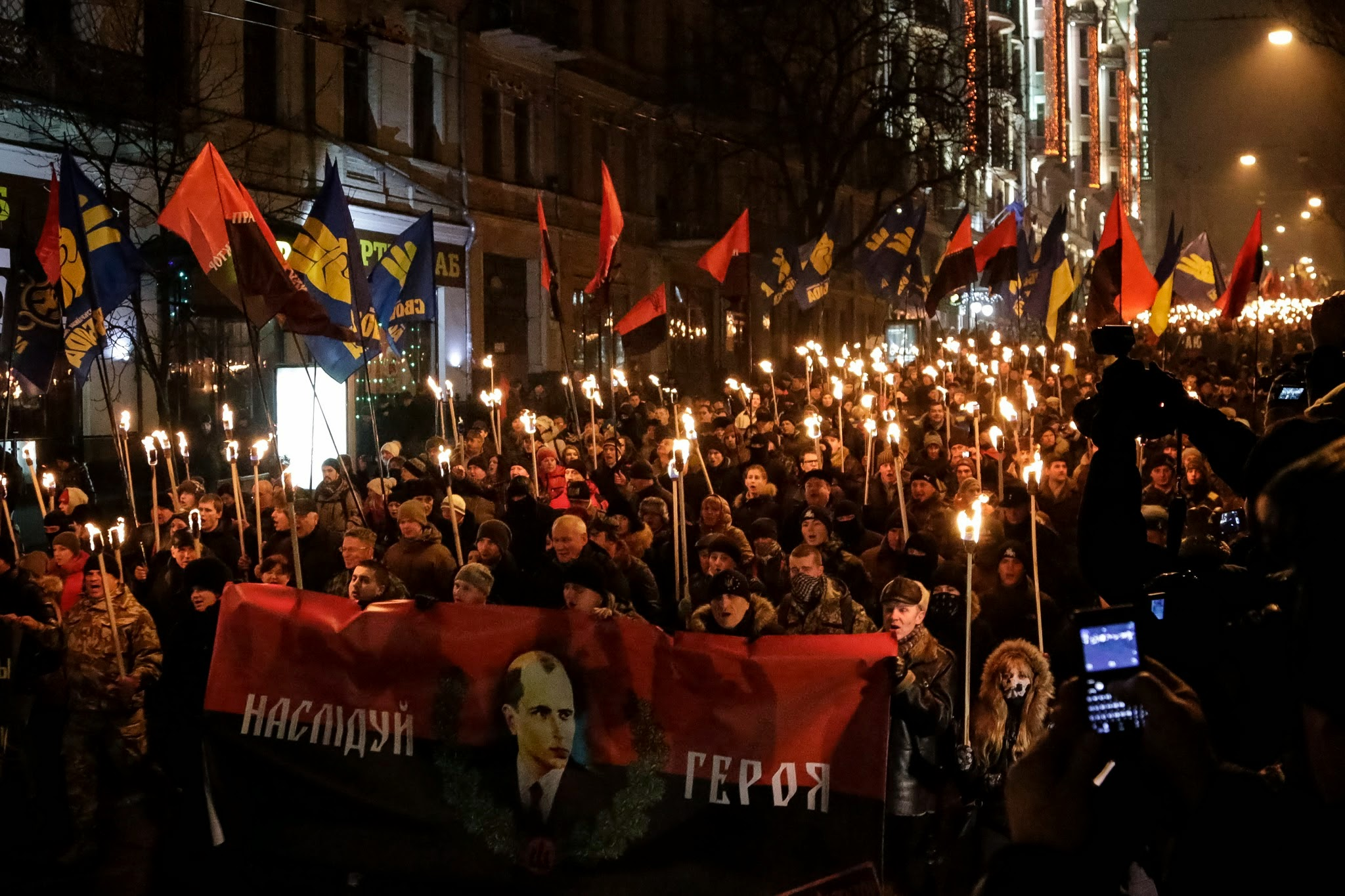
Stoupenci strany Svoboda oslavují v Kyjevě narozeniny Stepana Bandery 1. května 2015

V Rusku existuje nespočet forem fašismu, včetně pravoslavného. Za představitele ruského fašismu jsou považováni Alexandr Dugin nebo Vladimir Žirinovskij, kteří zastávali i vysoké politické funkce. Podle ruské nevládní organizace Sova jen v letech 2004–2012 došlo oficiálně v Rusku k 549 rasově motivovaným vraždám a skoro 3500 vážným zraněním ne-ruských obyvatel. V roce 2013 bylo v Rusku jen při oficiálně registrovaných xenofobních, rasistických a ideologicky motivovaných útocích zavražděno minimálně 20 lidí, nejméně 173 lidí při nich utrpělo zranění. Podle Svobodné Evropy se Kreml snaží o potírání těchto hnutí a do roku 2016 došlo k dramatickému poklesu rasistických a krajně pravicových útoků v Rusku. Sám ruský režim Vladimira Putina ovšem byl ve své poslední fázi označen za fašistický (novotvarem rašismus, ruský fašismus) například Timothym Snyderem.
V Chorvatsku je velmi populární nacionalistická písnička Bojna Čavoglave od Marko Perkoviće, která začíná ustašovským ultranacionálním pozdravem „Za dom spremni“ z období existence Nezávislého státu Chorvatsko v letech 1941–1945.
Na Ukrajině členové Azovského praporu a některých dalších dobrovolnických praporů spadajících pod ukrajinské ministerstvo vnitra projevovali zejména v době po vzniku tohoto praporu roku 2014 sympatie ke krajní pravici a k fašismu a měli blízko ke krajně pravicové straně Svoboda a k Pravému sektoru.